# Митинская (село, Московская область)
Митинская — село в Шатурском муниципальном районе Московской области. Входит в состав Дмитровского сельского поселения. Население — 86 чел. (2013).

## Название
Во всех дошедших до нас исторических документах, где упоминается деревня, зафиксировано наименование Митинская.
Название происходит от Митя — разговорной формы имени Дмитрий.

## География
Деревня Митинская расположена в южной части Шатурского района, расстояние до МКАД порядка 151 км. Высота над уровнем моря 126 м.

## История
Впервые упоминается в писцовой Владимирской книге В. Кропоткина 1637—1648 гг. как деревня Митинская Бабинской кромины волости Муромское сельцо Владимирского уезда Замосковного края Московского царства. Деревня принадлежала стольнику Василию Никоновичу Бутурлину и стряпчему Тимофею Никоновичу Бутурлину.
Последними владельцами деревни перед отменой крепостного права были штабс-ротмистрша Екатерина Николаевна Лукина и статская советница Александра Алексеевна Матафтина.
После отмены крепостного права деревня вошла в состав Коробовской волости.
В советское время деревня входила в Дмитровский сельсовет.
Постановлением Губернатора Московской области от 25 декабря 2018 года № 672-ПГ категория населённого пункта изменена с «деревня» на «село».

## Население
| 1868 | 1885 | 1905 | 1926 | 1993 | 2002 |
| ---- | ---- | ---- | ---- | ---- | ---- |
| 179  | ↗251 | ↗256 | ↗274 | ↘36  | ↘24  |
| 2006 | 2010 | 2011 | 2013 |      |      |
| ↘12  | ↗48  | ↗92  | ↘86  |      |      |

## Галерея

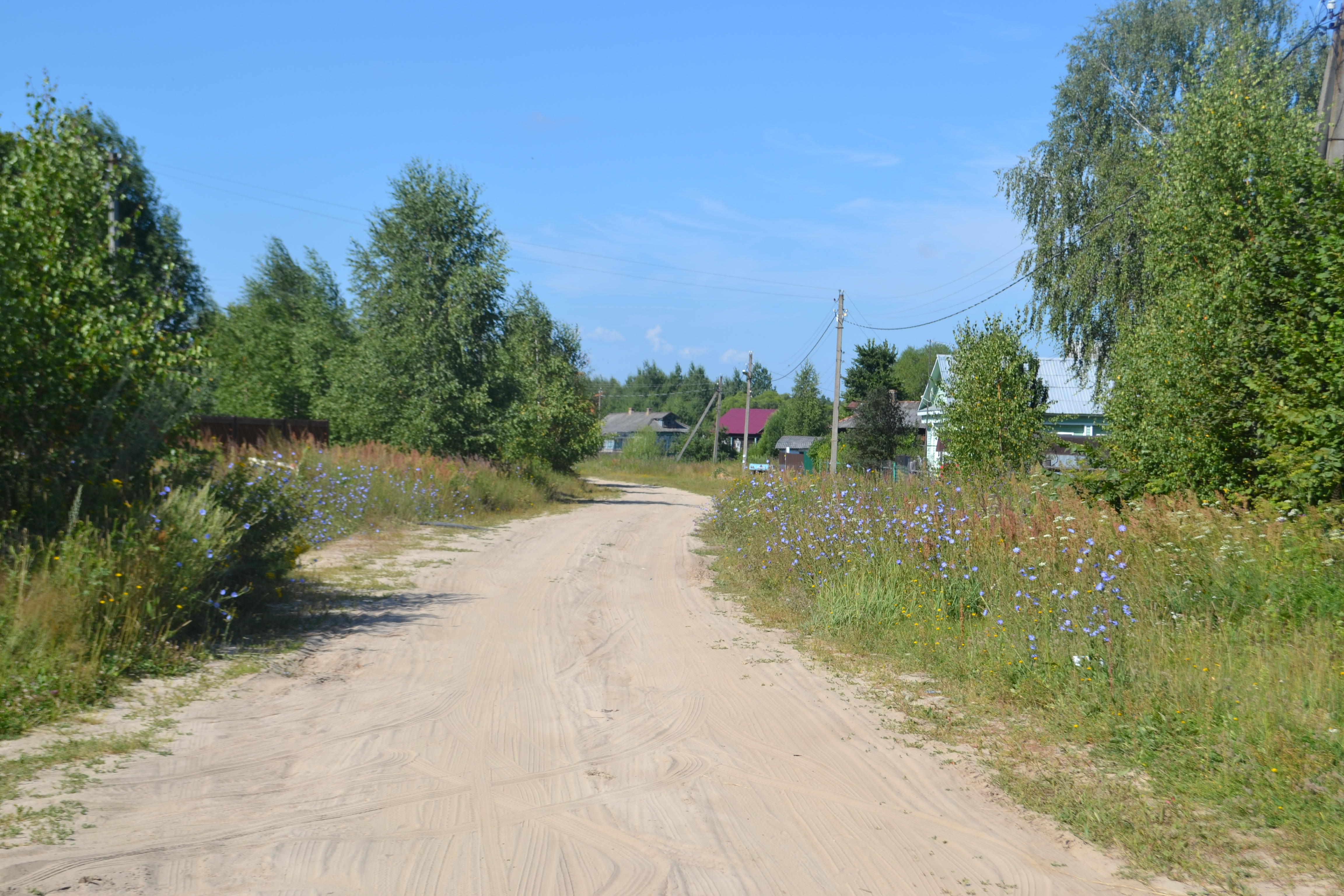
Въезд в деревню
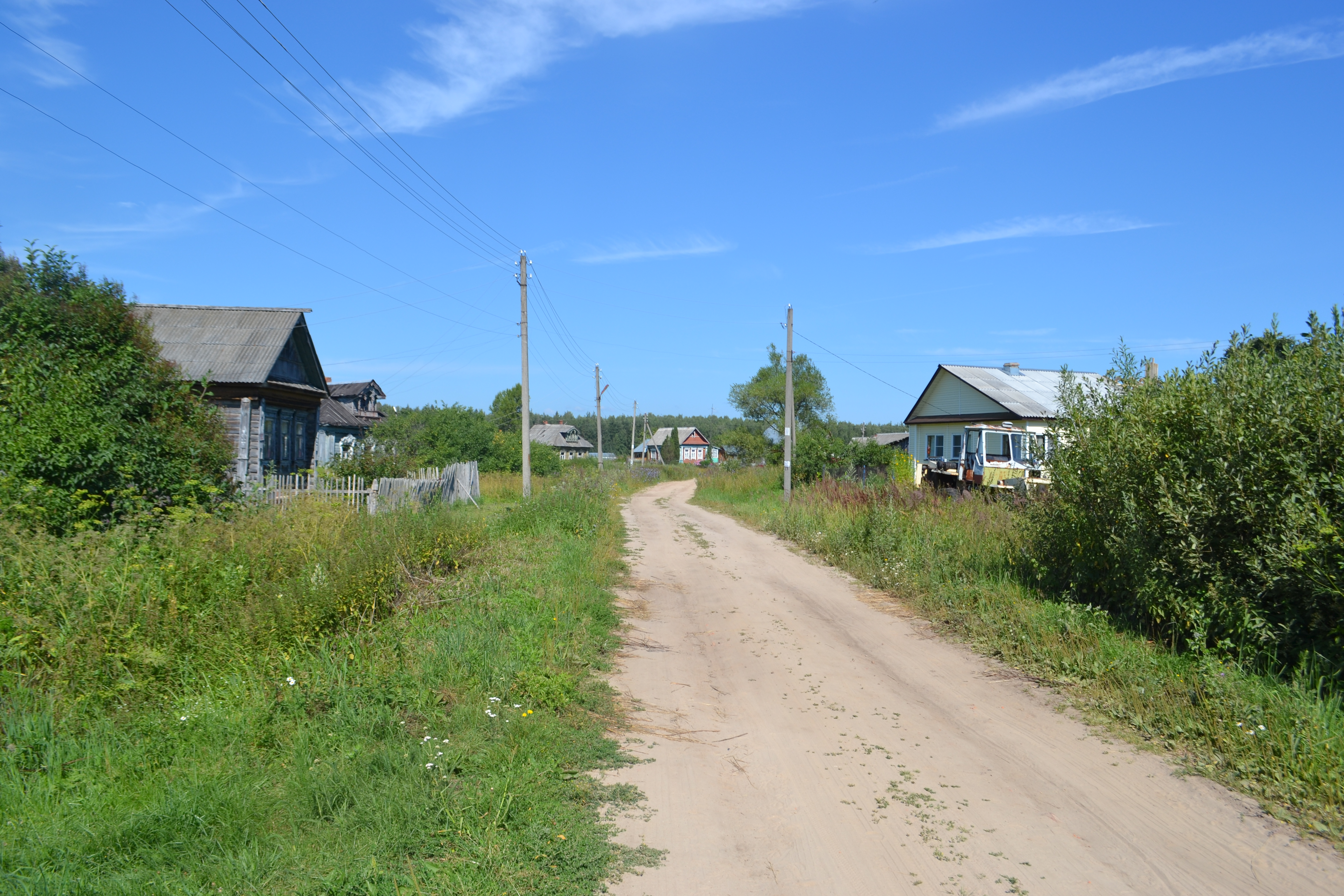
Митинская
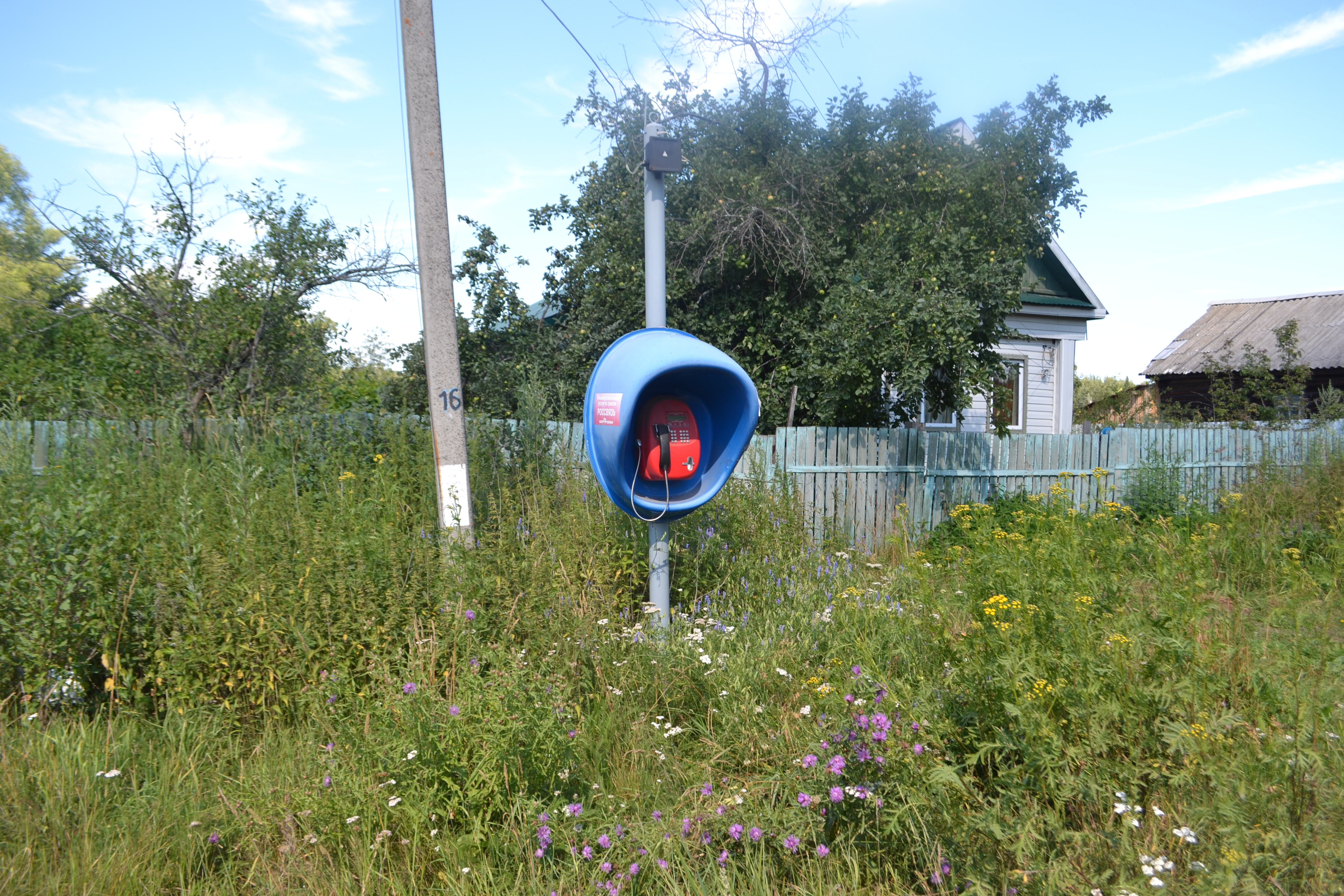
Таксофон в деревне
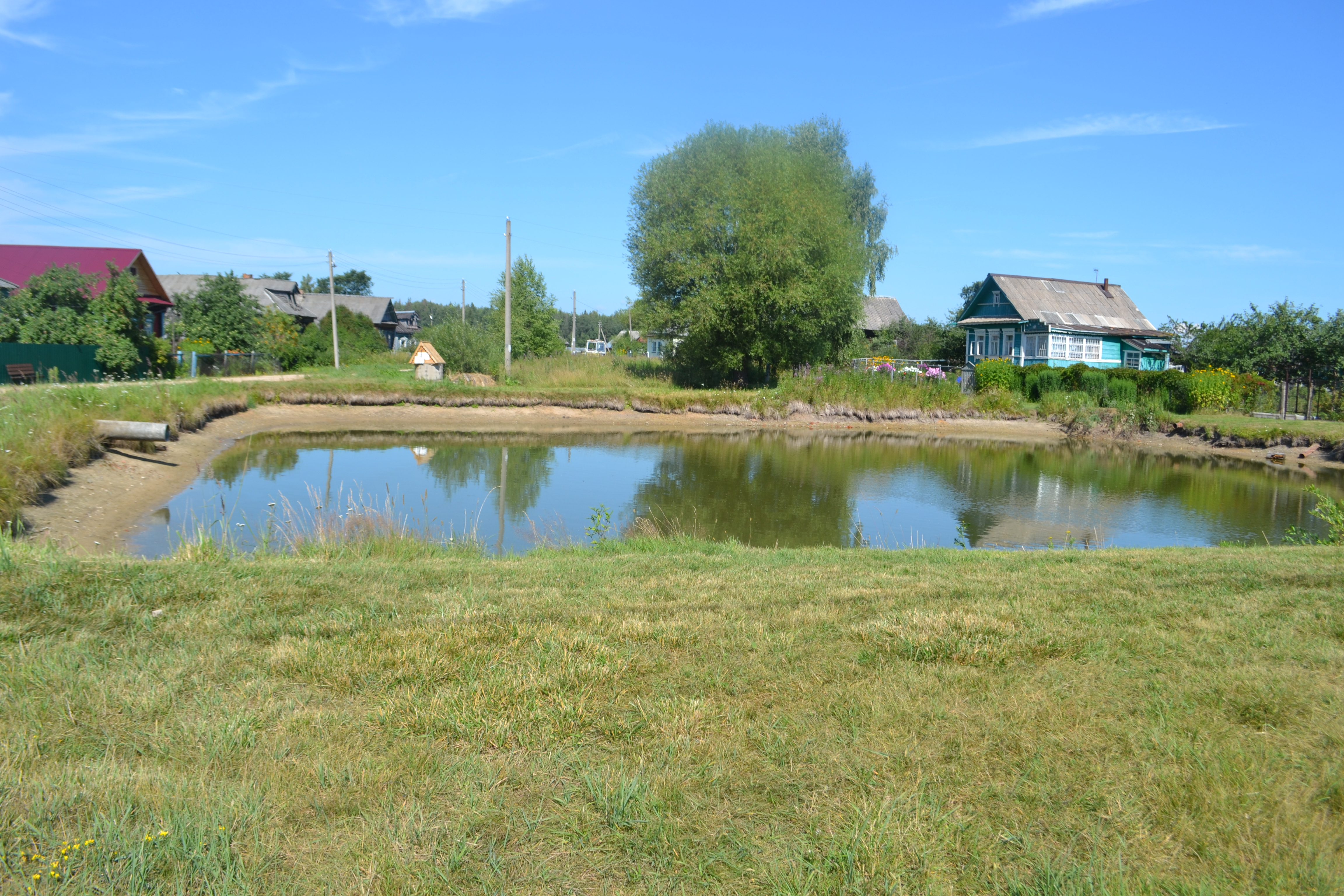
Пруд
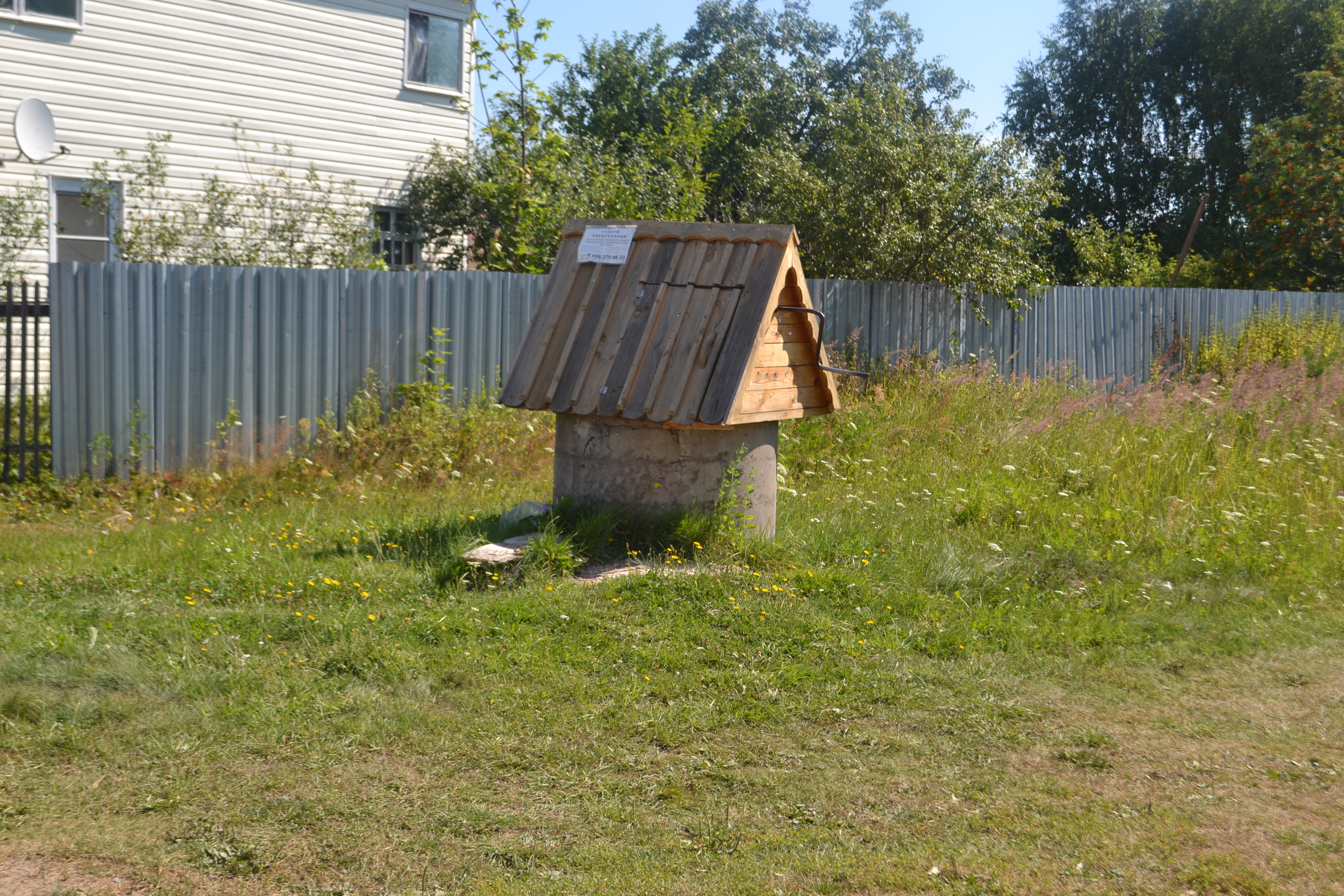
Общественный колодец